# 혹성로보 단가드A
혹성로보 단가드A는 마츠모토 레이지와 코바야시 단이 제작한 일본 공상 과학 애니메이션 시리즈이다. 1977년 3월 6일부터 1978년 3월 26일까지 후지 TV에서 총 56화로 방영되었다. 
대한민국에서는 《날아라 스타에이스》라는 제목으로 1986년에 MBC에서 방영되었다.

## 등장인물
- 지구 측
- 이치몬치 타쿠마
- 캡틴 단
- 카나야
- 쿠보